# Symphlebomis bicellulata
Symphlebomis bicellulata är en fjärilsart som beskrevs av William James Kaye. Symphlebomis bicellulata ingår i släktet Symphlebomis och familjen björnspinnare. Inga underarter finns listade i Catalogue of Life.